# Armani
Giorgio Armani S.P.A. es una empresa italiana de Milán diseñadora y fabricante de artículos de moda de lujo.
La compañía diseña y fabrica productos de lujo en varias categorías, incluyendo accesorios de moda, prendas de vestir, cosméticos, fragancias, casa interiores, joyas, relojes y gafas en virtud de varias etiquetas como Giorgio Armani, Armani Collezioni, Emporio Armani, Armani Jeans, Armani Junior, Armani Exchange y Armani Casa. En el año fiscal de 2005 los ingresos fueron de $1.69 mil millones.
Armani también está planeando junto con Emaar Properties lanzar una cadena hotelera y resorts de lujo en grandes ciudades Nueva York, Tokio. La compañía ya opera con una gama de cafés en todo el mundo, además de bares, restaurantes y clubes nocturnos.

## Historia
Giorgio Armani y Sergio Galeotti fundaron la compañía en Milán en 1975 con un capital de $10,000. Hoy en día Armani emplea alrededor de 4,700 empleados y tiene fábricas alrededor del mundo. Tiene alrededor de 300 tiendas en 36 países. Recientemente, la casa ha estado operando una haute couture, mostrada en París durante el Haute Couture fashion week, bajo el nombre de Armani Privé.
La marca Armani, en su sección de cosmética, es producida y distribuida por la división de lujo de L'Oréal, con la cual Armani tiene una asociación a largo plazo.

## Líneas

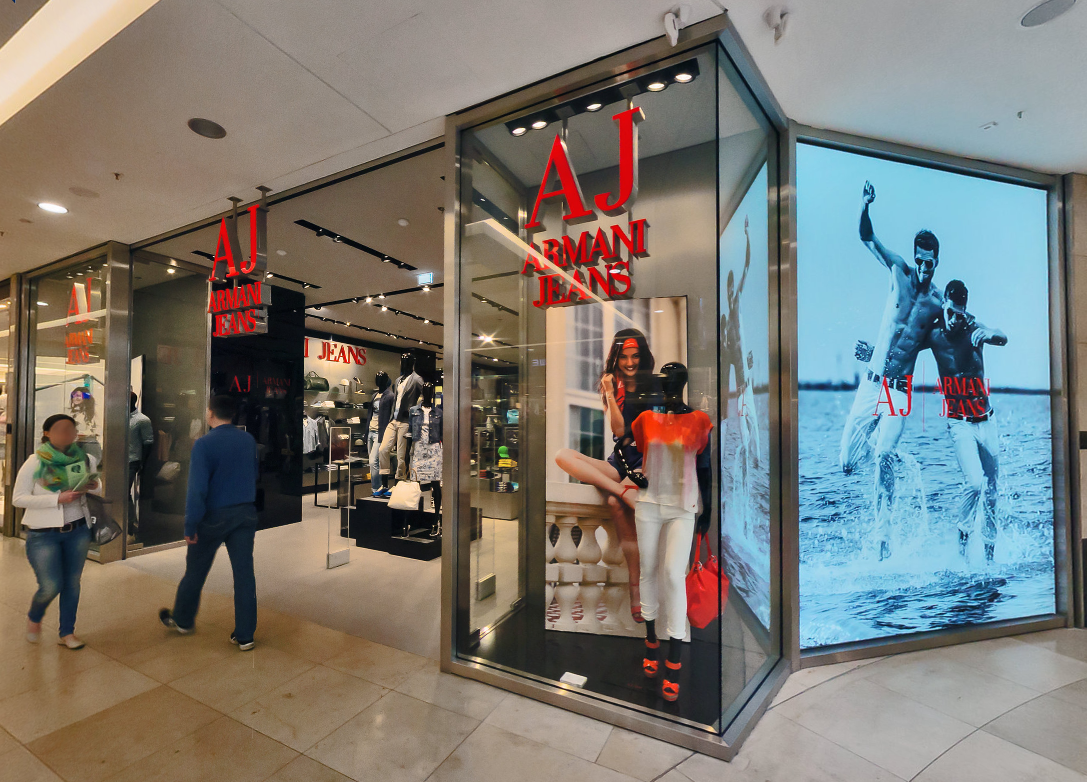
Armani Jeans en Dresde

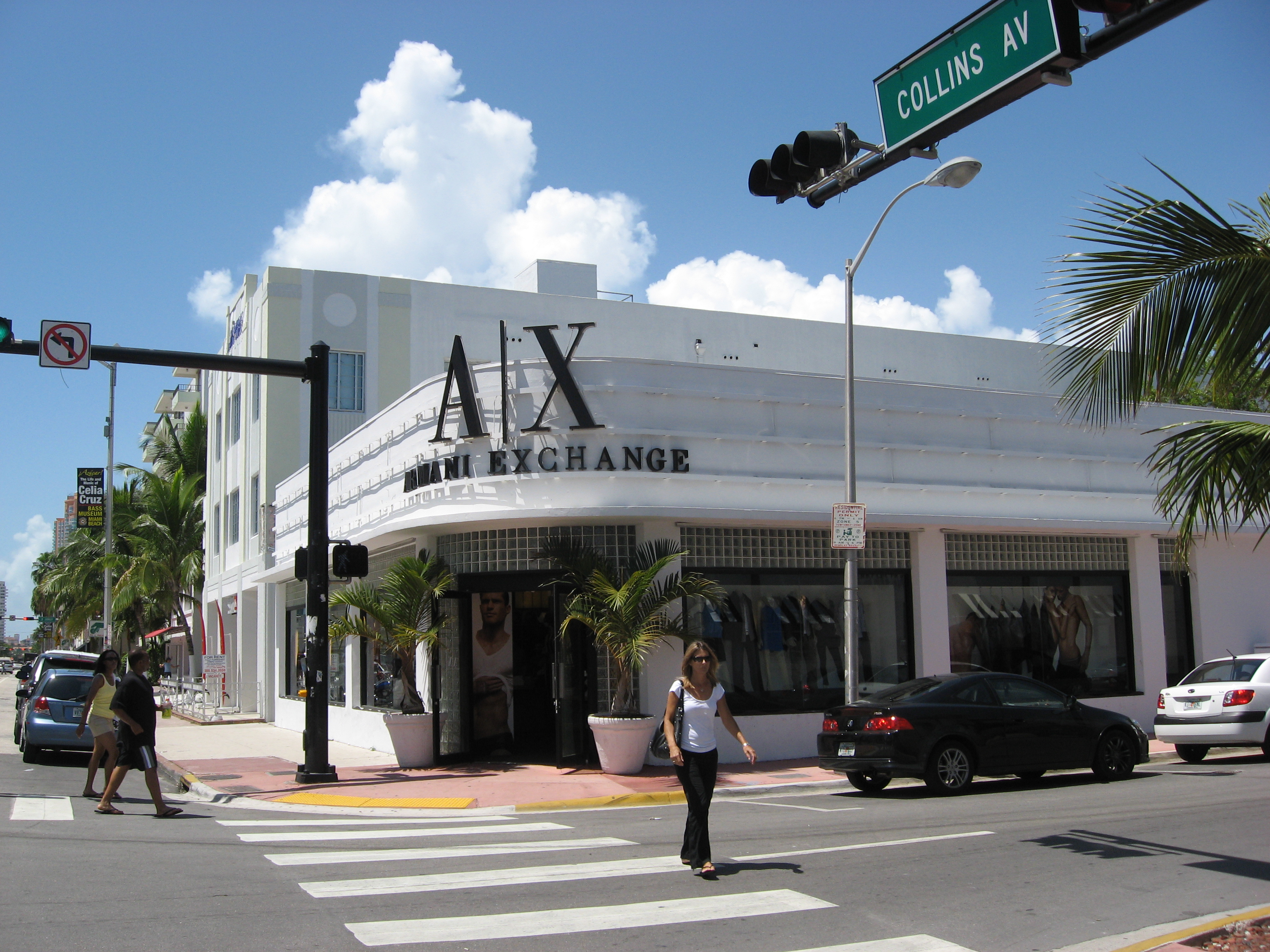
Armani Exchange en South Beach

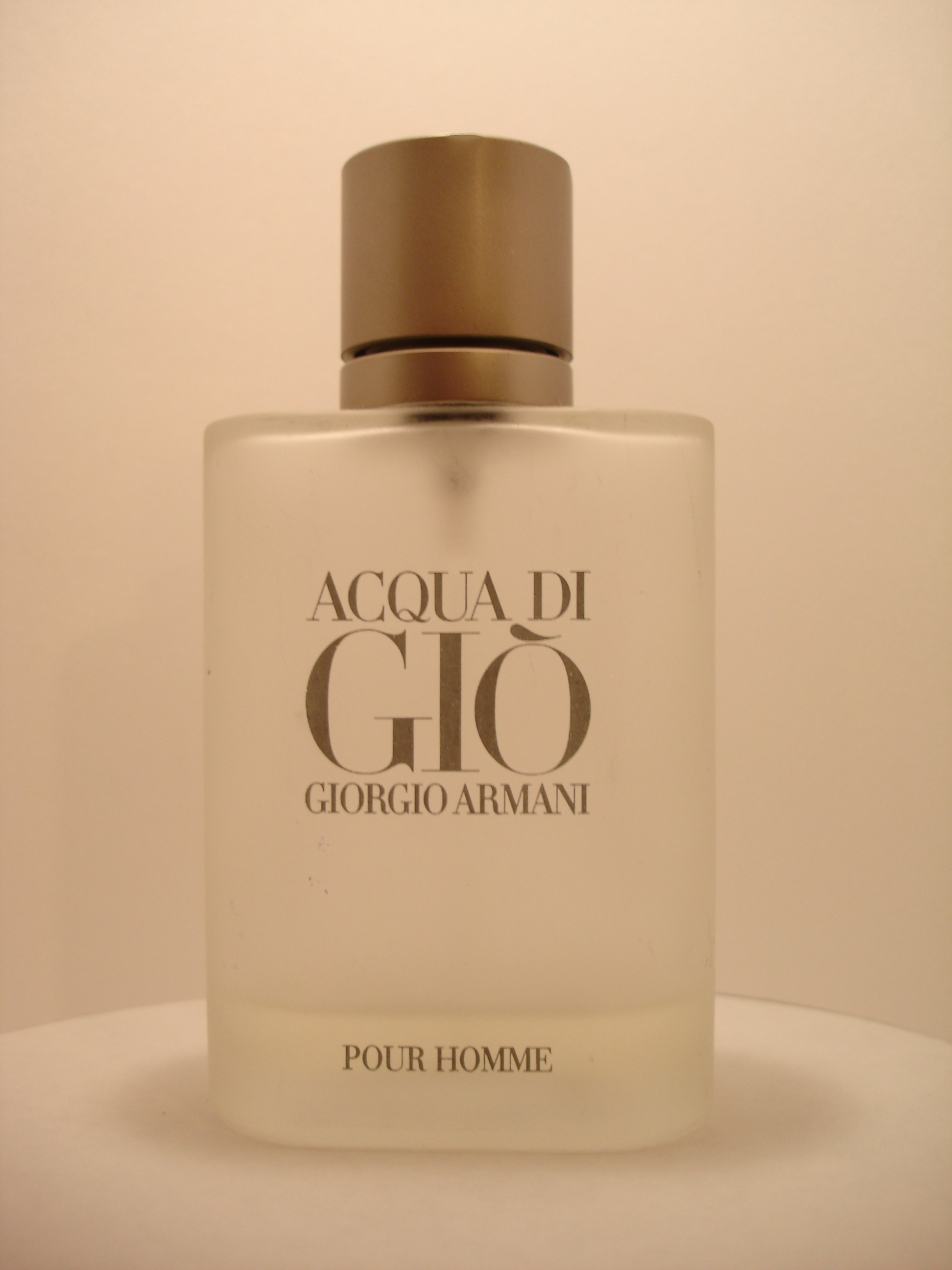
Acqua di gio

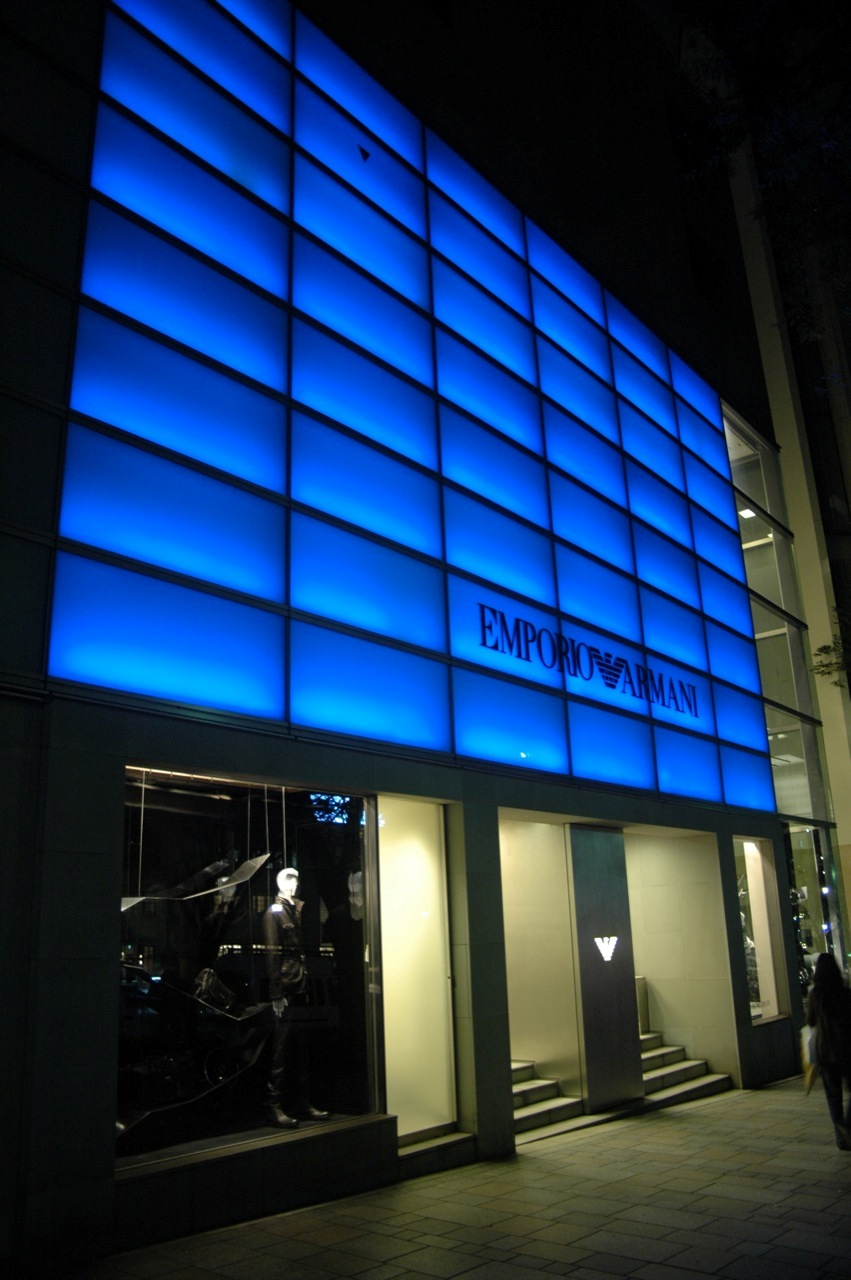
Tienda Emporio Armani en Tokio

### Armani Casa
Armani Casa se encarga de la colección de alta gama de Armani y se caracteriza por vender muebles, lámparas, ropa de cama, comedores. Por lo general, los precios son muy altos y, por ejemplo, el muy aclamado Sillón Tchaikowski se vende por 9.985 dólares. Armani Casa se encuentra disponible en sus 40 tiendas en todo el mundo y selecciona a las tiendas Neiman Marcus.

### Armani Cosmetics
La marca Armani se caracteriza por vender cosméticos, accesorios para el cuidado de la piel, perfumes y colonias. Es producido y distribuido por la división de lujo de L'Oréal, con el cual Armani tiene una asociación a largo plazo. Está disponible en muchas tiendas por departamento en todo el mundo y tiene muy pocas tiendas.

### Hoteles Armani
Armani y Emaar Properties firmaron un contrato en 2004, para que Emaar Hotels construyera y operará al menos siete lujosos hoteles y tres resorts bajo el nombre de Armani. Armani sería el responsable para el diseño y accesorio del interior de los hoteles. El primer hotel fue inaugurado en 2009 en Dubái.
Los primeros 37 pisos del Burj Khalifa en Dubái, Emiratos Árabes Unidos, alberga al primer Hotel Armani en el mundo, en el cual Giorgio Armani también diseño el interior del rascacielos.

### Armani Dolci
Chocolatería fina.

### Armani Exchange
Creada en 1991, Armani Exchange (a menudo A I X) es orientada hacia una clientela más joven y se caracteriza por tener un estilo urbano, prêt-à-porter, sobre todo en las camisetas, jeans, polos y chaquetas deportivas.
Armani Exchange es la más accesible de todas las líneas de Armani y principalmente tiene como clientela el mercado americano. Es dirigida especialmente para los jóvenes de entre 20 a 25 años que tienen un estilo de moda contemporánea.
La línea tiene 73 tiendas y 8 outlets en los Estados Unidos y 82 tiendas internacionalmente. La primera tienda en el Reino Unido abrió en Bluewater, Kent, el Metquarter, Liverpool y en el Trafford Centre, Mánchester. En 2007 abrió su tienda más grande en Bullring. En 2006 una nueva tienda abrió en el Morumbi Mall en São Paulo y en 2007, abrieron otras tiendas en Antara Fashion Mall en la Ciudad de México. En agosto de 2008, abrieron nuevas tiendas en Eaton Center, Yorkdale Mall y Vaughan Mills en Toronto, Canadá, en Kings Plaza en Brooklyn, NY y en septiembre abrieron una tienda en el Parque Arauco y otra en Costanera Center en Santiago de Chile. En diciembre de 2009 A|E abrió su primera tienda en Costa Rica en el centro comercial Multiplaza Escazú, San José. Y para julio de 2010 su primera tienda en Santo Domingo, capital de República Dominicana; en el lujoso centro comercial Blue Mall. A inicios del 2012, Armani Exchange abrió una tienda en el centro comercial "Jockey Plaza" de Lima, Perú, y cuenta también con un Emporio Armani, en el 2012 abrió su primera tienda en Colombia, en el centro comercial Gran Estación de Bogotá. En 2013 se inauguraron 2 nuevas tiendas en Chile ubicadas una en el Mall Marina Arauco en Viña del Mar y en el Mall Plaza Antofagasta en Antofagasta.

### Armani Jeans
Armani Jeans es una colección al estilo vaquera creada en 1981 por Giorgio Armani. A diferencia de la colección más accesible de Armani, Armani Exchange, Armani Jeans se encuentra principalmente en tiendas departamentales en vez de tiendas individuales, aunque hay 15 tiendas individuales Armani Jeans en todo el mundo, además de un Armani Jeans Cafe en Milán. 
Las tiendas individuales Armani Jeans en todo el mundo se encuentran en, Cancún México, Italia, Dubái, Líbano,El Salvador ,Japón y España. La marca es particularmente famosa en Asia, donde se vende en las tiendas departamentales Takashimaya.

### Emporio Armani (incluyeEA7)
Emporio Armani es una línea más joven inspirada por Armani para jóvenes. La línea es la tercera marca más accesible de Armani y se encuentra en 13 boutiques en Estados Unidos y en más de 140 boutiques alrededor del mundo, convirtiéndola en la marca más distribuida de Armani. Los productos abarcan de entre ropa prêt-à-porter, gafas de sol, perfumes, relojes y accesorios.
EA7 Emporio Armani es el sello deportivo de Emporio Armani. EA7 Emporio Armani viste al equipo italiano Olímpico y Paralímpico desde Londres 2012. La colección EA7 incluye ropa y accesorios inspirados en el mundo del deporte.

### Armani Collezioni
Armani Collezioni es una línea de alta gama del diseñador de moda Giorgio Armani. La línea es más cara que las líneas Armani Exchange Armani jeans y Emporio Armani, pero menos caro que los de alta gama prêt-à-porter, Giorgio Armani (a veces denominada como G Armani) y la línea de alta costura, Armani Privé. La línea es normalmente destinado a una clientela mayor que no desean el "diseño trendy", pero hace hincapié en los temas clásicos de alta calidad, sustituyendo la línea Giorgio Armani Le Collezioni. Además de estar en boutiques independientes (caracterizada por la línea exclusiva Collezioni), pero también están localizadas en grandes tiendas departamentales de lujo como Saks Fifth Avenue, Harrods, Harvey Nichols, David Jones, Nordstrom, El Palacio de Hierro, Bloomingdales y Neiman Marcus.

### Armani Privé
La línea de alta costura de Armani hizo historia al ser el primero en transmitir un show de alta costura (haute couture) en Internet desde la Semana de la Moda de París.

### Giorgio Armani
El buque insignia de Armani es la marca más cara de Armani y está disponible en 75 boutiques alrededor del mundo.

## Revistas
- Mackenzie, Suzie (11 de diciembre de 2004). The gentle touch. The Guardian. Archivado desde el original el 10 de noviembre de 2007. Consultado el 23 de septiembre de 2007.
- McCartney, Stella (16 de mayo de 2006). The wisdom of King Giorgio. Independent on Sunday. Archivado desde el original el 1 de octubre de 2007. Consultado el 23 de septiembre de 2007.
- «Q & A: Giorgio Armani». The Scene (CNN). 3 de octubre de 2006. Consultado el 23 de septiembre de 2007.
- Lee, Vinny (22 de septiembre de 2007). Above the shop. The Times. Consultado el 23 de septiembre de 2007.